# Райх, Роберт
Роберт Бернард Райх (англ. Robert Bernard Reich; род. 24 июня 1946) — американский экономический советник, профессор, писатель и политический обозреватель. Работал в администрациях президентов Джеральда Форда, Джимми Картера и Билла Клинтона. Министр труда с 1993 по 1997 год. Член консультативного совета по экономическим преобразованиям президента Барака Обамы.
С января 2006 года Райх был профессором государственной политики Калифорнийского университета в Беркли. Ранее он работал профессором Школы управления им. Джона Ф. Кеннеди Гарвардского университета и профессором социальной и экономической политики в Университете Брандейса. Он также был редактором The New Republic, The American Prospect (также председателем и редактором-основателем), Harvard Business Review, The Atlantic, The New York Times и The Wall Street Journal. Сторонник государственного регулирования капиталистической экономики, поддерживал Берни Сандерса в электоральных кампаниях накануне президентских выборов 2016 и 2020 годов.

## Награды
- Премия Бруно Крайского, лучшая политическая книга года (Суперкапитализм), 2009[5]
- Премия Фонда Вацлава Гавела, октябрь 2003[6]
- Премия Луи Браунлоу (лучшая книга по государственному управлению), Национальная академия государственного управления, 1984[7]